# Цириготис, Периклис
Периклис Цириготис (греч.  Περικλής Τσιριγώτης  Керкира 1860 – Каир 1924) – греческий художник конца 19-го – начала 20-го веков.

## Биография

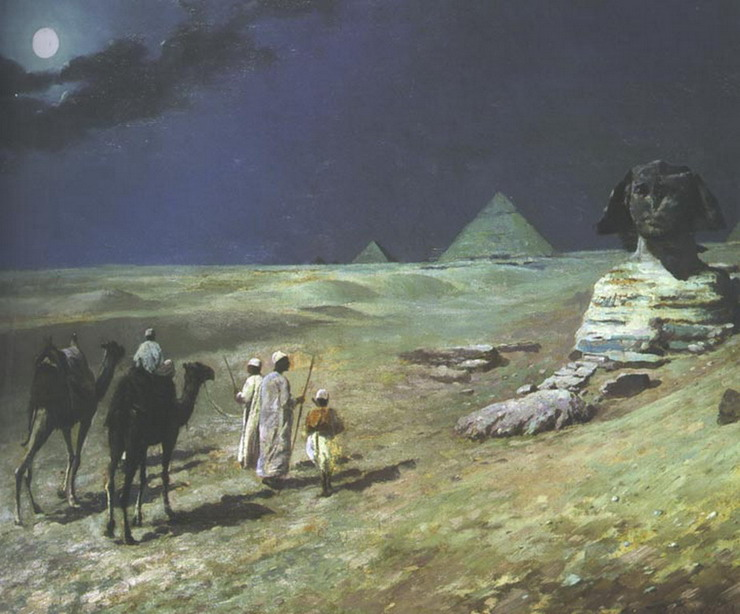
Сфинкс

Периклис Цириготис родился на острове Керкира. Первые уроки живописи получил на родном острове, у Харлампия Пахиса . 
Продолжил учёбу в Неаполе (Accademia di belle arti di Napoli), у Морелли ( Domenico Morelli, 1826-1901) и Маринелли (Gaetano Marinelli, 1828-1924). После Неаполя, Цириготис продолжил учёбу и совершенствовал своё искусство в Риме. 
По возвращении из Италии первоначально жил и работал на своём родном острове, но вскоре уехал в Египет и обосновался в Каире. 
Египет стал постоянным местом жительства художника и основной темой его картин. 
В Каире Цириготис первоначально давал частные уроки, но позже был принят преподавателем во французскую школу иезуитов Каира. 
Художник умер в Каире в 1924 году

## Работы

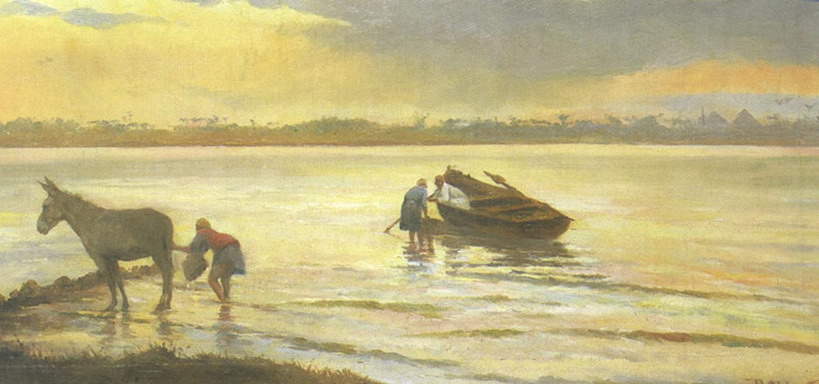
Мытьё и стирка в Ниле

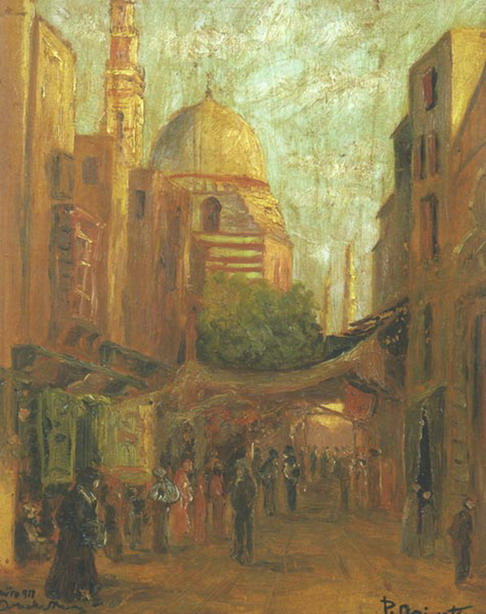
Улочка Каира

Основная тематика работ Цириготиса - люди и природа Египта. Он также уделил внимание портрету и натюрморту. Цириготис выставлялся на групповых выставках Олимпия, Греция 1888 (поощрительный приз), Берлина 1896, Заппион, Греция 1898 (где выставил своего “Курильщика гашиша”), художественной выставке Афин 1899 (где выставлял работы "Промышленное местечко", "Художник в театре", "Монах", "Вечерняя молитва", "Шейх египтянин"), Общества любителей искусств, Греция 1901 ("Спящая девушка", "Антиквар", "Секрет"), где был награждён бронзовой медалью, Союза греческих художников, Каир 1910. 
Цириготис был одним из учредителей художественных выставок Каира. 
Он был весьма плодотворным художником и оставил после себя множество работ. 
Работы Цириготиса были куплены его почитателями из Лондона, Санкт-Петербурга, Мальты, Нью-Йорка, Афин и др.
Многие его работы хранятся и выставлены в Национальной галерее Греции, галерее Кациграса (Лариса (город)) и др
В 1895 году он расписал в Каире патриарший храм Святого Николая, а в 1910 году храм Святых Константина и Елены.